# 倉田隆文
倉田　隆文（くらた たかふみ、1923年5月15日 - 1998年5月9日）は、日本の実業家。伊勢電子工業（のちのノリタケ伊勢電子）社長として同社を再建したのち、ノリタケカンパニーリミテド社長・会長や中部経済同友会代表幹事を務めた。スリランカラトナ勲章受章。

## 人物
東京都出身。神田の本屋街で育つ。1948年旧制東京商科大学（のちの一橋大学）卒業、日本陶器入社。
ニューヨーク支店、社長室、海外事業部長、常務等を経て、1974年から1981年まで経営悪化に陥っていた伊勢電子工業（のちのノリタケ伊勢電子）の社長を兼務。工場や従業員を半減するなど減量経営を行い、6年で再建を果たす。
1981年1月専務、1981年8月副社長を経て、1982年、杉本悌二郎の後任としてノリタケカンパニーリミテド社長就任。カナダやアメリカ合衆国向けの陶磁器の輸出を増やした。また消費における女性の影響が高まってきたことから20代、30代の女性向けのデザイン開発のため、自社開発のみでなく、国内外のデザイナーにデザインを委託。ニーズの多様化に合わせ、大量生産だけではなく、多品種少量生産の可能な工場建設も進めた。
1984年から1986年まで中部経済同友会代表幹事。取締役時代からスリランカなどの海外生産工場、子会社への生産移管を進めた功績などから、1992年スリランカラトナ勲章受章。
趣味は小説を読むこと。
1998年5月9日三重県四日市市の病院で死去、享年74。

## 栄典
スリランカラトナ勲章